# Klavdija Majučajová
Klavdija Majučajová (rusky Клавдия Яковлевна Маючая ) (15. května 1918 – 14. října 1989) byla sovětská atletka, mistryně Evropy v hodu oštěpem z roku 1946.
V roce 1946 se stala mistryní Evropy v hodu oštěpem. Dne 23. září 1947 hodila oštěpem do vzdálenosti 50,32 m a jako první oštěpařka na světě překonala padesátimetrovou hranici. Výkon však nemohl být uznán jako světový rekord, protože Sovětský Svaz tehdy ještě nebyl členem IAAF.